# Maßbach
Maßbach település Németországban, azon belül Bajorországban. Lakosainak száma 4415 fő (2023. december 31.).

## Népesség
A település népessége az elmúlt években az alábbi módon változott:
| Lakosok száma | 1231 | 1864 | 4706 | 4422 | 4532 | 4455 | 4416 | 4397 | 4319 | 4415 |
|               | 1875 | 1950 | 1975 | 1987 | 2012 | 2014 | 2016 | 2017 | 2021 | 2023 |